# کربنات مس (II)
کربنات مس(II) (به انگلیسی: Copper(II) carbonate) با فرمول شیمیایی CuCO۳ یک ترکیب شیمیایی با شناسه پاب‌کم ۱۴۴۵۲ است. که جرم مولی آن ۱۲۳٫۵۵۵ g/mol می‌باشد. شکل ظاهری این ترکیب به صورت پودر سبز رنگ است.

## کاربردهای کربنات مس
وقتی یک اتم مس یک یا دو الکترون خود را از دست می دهد ، یون هایی با بار مثبت تشکیل می شود که به آنها Cu + 1 و Cu + 2 می گویند. در حالی که کربنات مس معمولی حاوی یون کاپریک (یا مس + 2) است ، ممکن است گاهی اوقات حاوی یک جز قلیایی شیمیایی مشابه باشد. این ماده در واقع می تواند به تعدادی از مقاصد کاربردی در سراسر صنعت و زندگی خدمت کند.

### زیبایی شناسی
این ماده دارای اهداف زیبایی شناختی، به ویژه در جواهرات است. کربنات همچنین می تواند به نسخه فلزی مس متصل شود که از ارزش بالایی برخوردار است و کاربردهای خاص خود را دارد. این امر از طریق فرایند پودر سازی ، اندازه گیری ، تبدیل و برق‌کافت حاصل می شود.

### نمک های مس
این ماده را می توان با مخلوط کردن با اسید قویتر به نمک های مس تبدیل کرد. نمک حاصل با آب و گاز دی اکسید کربن تولید می شود. از مخلوط کردن کربنات با استیک اسید (که به آن سرکه نیز می گویند) اسید کاپریک ، آب و دی اکسید کربن تولید می شود.

### رنگدانه ها و رنگ دهنده ها
این ماده ، در صورت خالص بودن ، باید دارای رنگ سبز نعنا باشد. وقتی اجزای قلیایی اضافه شدند ، رنگ آبی به رنگ اضافه می شود. این ماده اغلب به رنگ ها ، لاکها ، لعاب های سفالگری و حتی مواد آتش بازی اضافه می شود تا مقداری رنگ به آنها داده شود. 

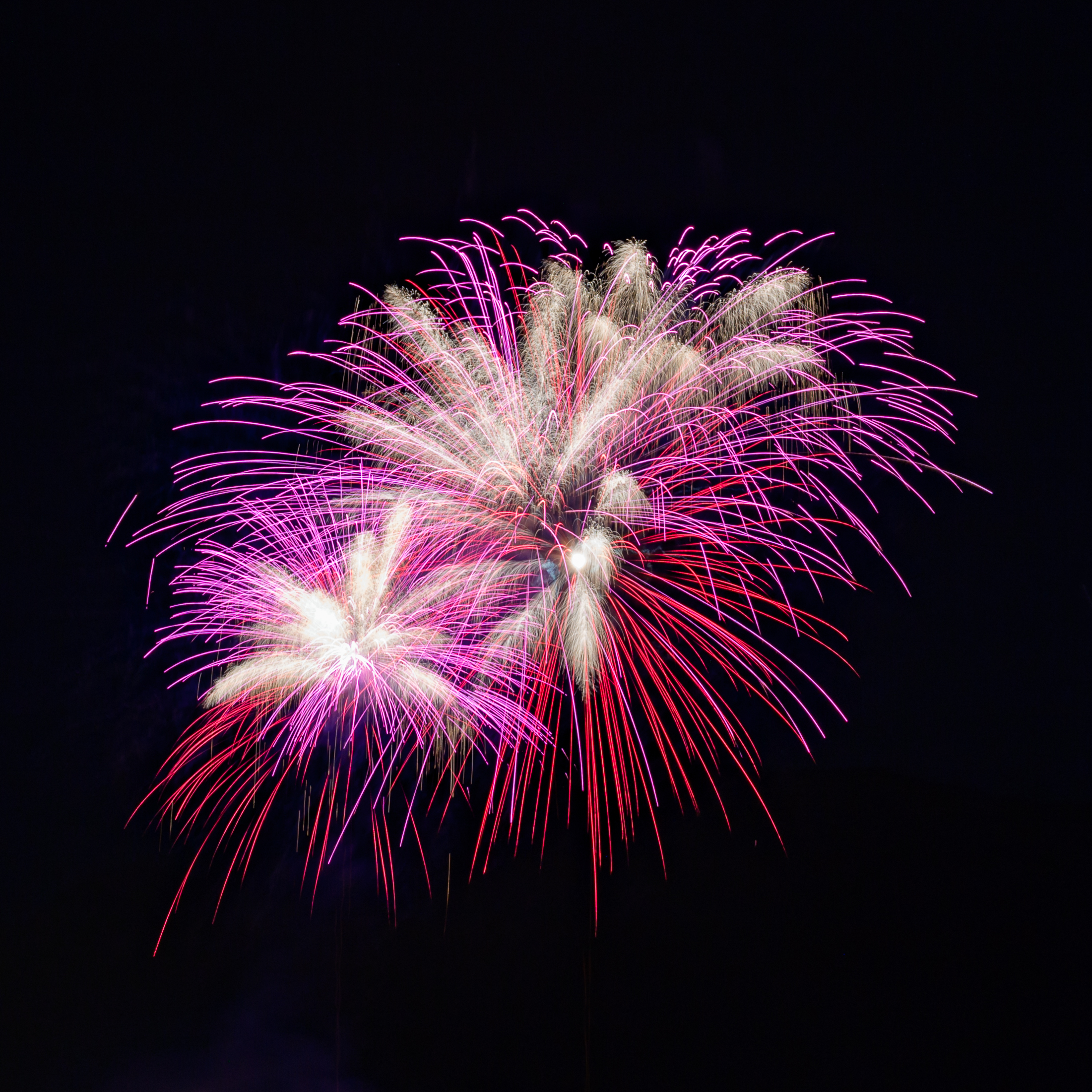
آتش بازی در فرانسه

همچنین در ایجاد سموم دفع آفات و قارچ کش ها نقش عمده ای دارد. همچنین می تواند برای کنترل رشد و گسترش علف های هرز آبزی مورد استفاده قرار گیرد. این ماده همچنین یک ماده رایج در ترکیبات آمونیاک است که برای تصفیه چوب استفاده می شود. همان‌طور که می بینید ، کربنات مس دارای کاربردهای مختلفی در طیف گسترده ای از صنایع و محصولات است. احتمالاً تعدادی از محصولات در خانه خود شما وجود دارد که این مواد را به عنوان یکی از مواد تشکیل دهنده آن در بر می گیرد. وقتی دوباره به آن فکر کردید ، نگاهی به لیست مواد تشکیل دهنده برخی از موارد بیندازید.

## حلّالیت کربنات مس
کربنات مس حلالیت کمی در آب دارد ولی در استیک اسید حل می شود. کربنات مس در دمای بالا تجزیه شده و با از دست دادن CO2 به اکسید مس (CuO) سیاه رنگ تبدیل میشود. کربنات مس در طبیعت با نام کانی مالاکیت (Malachite) با فرمول شیمیایی Cu2(OH)2CO3 یافت می شود.

## روش های تولید کربنات مس
روشهای مختلفی برای تولید کربنات مس وجود دارد. مهم ترین روش برای تولید کربنات مس، واکنش سولفات مس با کربنات سدیم می باشد.   2CuSO4 + 2 Na2CO3 + H2O → Cu2(OH)2CO3 + 2 Na2SO4 + CO2
درسال 1960 پیستوریوس ادعا کرد که گرما دادن به کربنات مس پایه در دمای 180 درجه سانتی گراد و کربن دی اکسید با فشار 450 اتمسفر و آب در فشار 50 اتمسفر به مدت 36 ساعت منجر به واکنش می شود.
در ظرف محتوی آزمایش کریستال Malachite به خوبی تشکیل شد اما مقدار کمی هم ماده ی رومبوهدرال تشکیل شد، و ادعا شد که آن CuCO3 است.
گرچه این آزمایش بازتولید نشد.
واکنش معتبر و قابل بازتولید ساخت کربنات مس اولین بار در سال 1973 توسط  Hartmut Ehrhardt و دیگران معرفی شد. ترکیب حاصل به شکل پودر خاکستری رنگ بود. با گرما دادن به  کربنات مس پایه در اتمسفر کربن دی اکسید (تولید شده از واکنش تجزیه silver oxalate) در دمای 500 درجه سانتی گراد و فشار 2 گیگاپاسکال واکنش فوق رخ می دهد.این ترکیب شناسایی شده و دارای ساختار مونوکلینیک است.

## خطرات کربنات مس
کربنات مس در دسته بندی مواد سمی به صورت زیر طبقه بندی می شود:
مسمومیت حاد غذایی، گروه 4، (در صورت بلعیده شدن)
محرک پوست، گروه 2،(باعث تحریک پوست می شود)
محرک چشم،گروه 2A T، (باعث تحریک جدی چشم می شود!)
کربنات مس ، البته ، نامحلول است ، اما در معده شما با اسید واکنش داده و کلرید مس ایجاد می کند و مس در روده جذب می شود. با این حال ، بدن شما از پس آن برمی آید. مس یک عنصر کمیاب اساسی است. مسمومیت مزمن مس به دلیل سیستم های حمل و نقل که میزان جذب و دفع را تنظیم می کنند ، به‌طور معمول در انسان اتفاق نمی افتد.

## پایداری کربنات مس
پایداری کربنات مس به فشار کربن دی اکسید تولیدی بستگی دارد. کربنات مس برای ماه ها در هوای خشک پایدار است اما اگر فشار کربن دی اکسید کمتر از 0.11 اتمسفر باشد به آرامی به CuO و کربن دی اکسید تجزیه می شود.
در مجاورت آب یا هوای مرطوب در دمای 25 درجه سانتی گراد، کربنات مس تنها به ازای مقادیر فشار کربن دی اکسید بالای  4.57 اتمسفر و PH بین 4 و 8 پایدار است.
در فشار کمتر از مقدار فوق، کربن دی اکسید با آب واکنش می دهد تا کربنات پایه تشکیل دهد:
3CuCO3+H2O→Cu3(CO3)2(OH)2+CO2
در واکنش های بسیار ابتدایی، یون پیچیده ی2- Cu(CO3)2 نیز شکل گرفته است.
انحلال پذیری کربنات مس توسط Reiterer و سایرین اندازه گیری شده و به صورت زیر است:
pKso = 11.45 ± 0.10 at 25 °C